# Metasphaeria anisometra
Metasphaeria anisometra är en svampart som först beskrevs av Cooke & Harkn., och fick sitt nu gällande namn av Pier Andrea Saccardo 1883. Metasphaeria anisometra ingår i släktet Metasphaeria och familjen Dothioraceae.   Inga underarter finns listade i Catalogue of Life.